# Эмбальсе
Эмбальсе (исп. Embalse) — город и муниципалитет в департаменте Каламучита провинции Кордова (Аргентина). Название города в переводе с испанского означает «резервуар».

## История
В начале XX века в этих местах находилось небольшое поселение Пуэблито-де-лос-Индиос, сильно страдавшее от разливов реки Рио-Терсеро. В 1911 года английская компания «Ferrocarril Central Argentino» представила властям проект строительства дамбы, которая бы обезопасила эти земли от наводнений и позволила бы использовать реку для ирригации. Проект был одобрен, и 10 декабря 1911 года в присутствии министра общественных работ Эсекиеля Рамоса Мексии был торжественно заложен первый камень; эта дата и считается датой основания города. Однако начало Первой мировой войны вынудило англичан прекратить работы.
Работы были возобновлены лишь в 1927 году, и их провели уже аргентинские инженеры. Работы были завершены в начале 1930-х, и на реке Рио-Терсеро образовалось искусственное водохранилище Министро-Пистарини. После Второй мировой войны при поддержке правительства страны началось развитие Эмбальсе как центра туризма, ставшего одним из символов «государства всеобщего благоденствия» и «социальной справедливости», к которым стремилось правительство Перона.

## Экономика
Город является одним из крупнейших производителей электроэнергии в Аргентине: здесь размещены три гидроэлектростанции, а также АЭС Эмбальсе. Расположение на восточном берегу крупнейшего водохранилища провинции сделало город крупным центром туризма.